# Grotte aux Fées
La Grotte aux Fées (que en francés quiere decir: "Cueva de las Hadas"') se encuentra en los acantilados de Saint-Maurice, en el oeste de Suiza, se trata de una cueva de piedra caliza abierta al público, con una caída de agua subterránea de 77 metros que se promociona como la cascada más alta del mundo en una cueva de exhibición. Se trata de la primera cueva acondicionada en Suiza para el público. La cueva fue conocida hasta mediados del siglo XIX como Trou aux Fayes  o "agujero de ovejas", ya que fue utilizada como corral de ovejas. La cueva era conocida desde la época romana, pero fue registrada por primera vez en 1863 como una atracción turística, con el nombre actual utilizándose desde 1865.
La cueva fue explorada en 1831, cuando una parte de 600 metros (2.000 pies) de pasajes fue cartografiada. Desde 1863 el profesor Chanoine Gard del Colegio Abadía de Saint-Maurice realizó recorridos guiadas, en nombre de un orfanato que él había fundado.